# Dr. Atl
Gerardo Murillo Coronado (Guadalajara 3 oktober 1875 – Mexico-Stad, 15 augustus 1964), beter bekend onder het pseudoniem dr. Atl, was een Mexicaans kunstschilder.

## Carrière

### Kunstschilder
Murillo begon al jong met schilderen. Op zijn 21e ging hij naar de Nationale School voor Schone kunsten in Mexico-Stad. Nadat zijn talenten bekend werden, kreeg hij van president Porfirio Díaz een beurs om in Europa bij te leren. Dit verbreedde zijn wereldbeeld. Hij studeerde filosofie en rechten in Rome en hij reisde regelmatig naar Parijs om naar lezingen van Henri Bergson te luisteren. Hij raakte geïnteresseerd in politiek. Hij werd lid van de Socialistische Partij van Italië en ging werken bij de socialistische krant Avanti!. Rond deze tijd kreeg hij de naam Dr. Atl. (Atl is Nahuatl voor water).
Terug in Mexico sponsorde hij tentoonstellingen voor andere schilders, waaronder Diego Rivera. Hij keerde terug naar Parijs waar hij een politiek tijdschrift over Mexico begon. Dr. Atl was een tegenstander van president Victoriano Huerta. Hij was een voorstander van de constitutionalisten en hij was aanhanger van het christelijk socialisme. Desalniettemin heeft hij zich eind jaren 30 en begin jaren 40 regelmatig positief uitgelaten over Adolf Hitler.
Dr. Atl hield erg van de natuur en de buitenlucht, wat in zijn schilderijen terug is te vinden. Hij was ook erg geïnteresseerd in vulkanen. Hij beklom de Popocatépetl en de Ixtaccíhuatl. Ook maakte hij het ontstaan van de Paricutín mee. Hij schreef er het boek Cómo nace y crece un volcán, el Paricutín ("Hoe een vulkaan wordt geboren en groeit, de Paricutín") over. De omstandigheden bij de Paricutín verergerden een ziekte aan zijn been, waardoor dit geamputeerd moest worden.

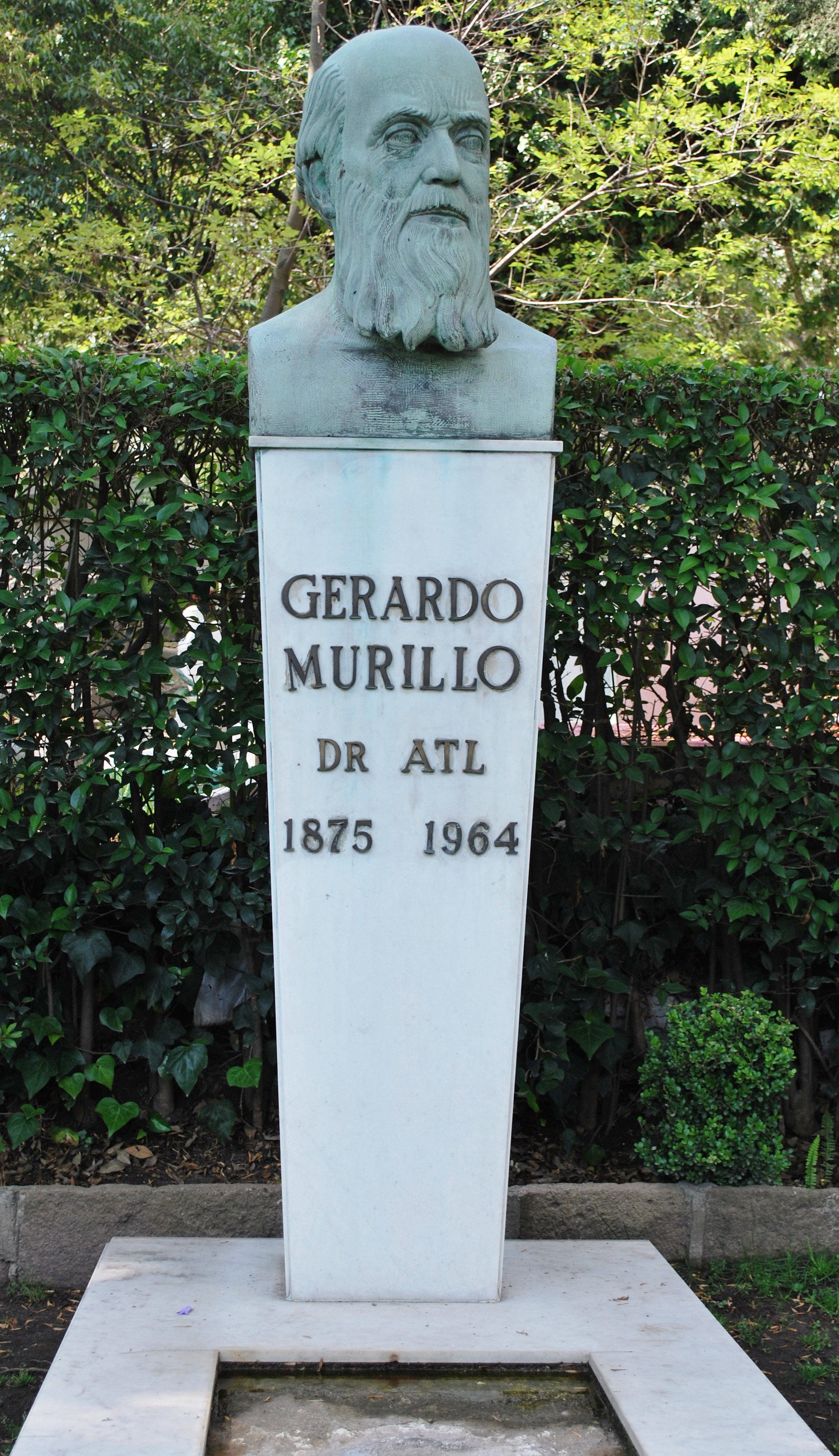
Graf van Dr. Atl (2009)

### Schrijver
Dr. Atl was ook als schrijver actief. Hij schreef een veelgeprezen boek over de Mexicaanse Revolutie. Zijn boek La Perla ("De parel") vormde een inspiratiebron voor John Steinbeck. Dr. Atl ontving talloze prijzen voor zijn kunst en boeken.

## Overlijden
Hij overleed in Mexico-Stad in 1964.
- Biblioteca Nacional de España: XX1183568
- Bibliothèque nationale de France: cb149685731 (data)
- CiNii: DA1128344X
- Gemeinsame Normdatei: 119429284
- International Standard Name Identifier: 0000 0000 8076 1862
- Library of Congress Control Number: n81102816
- Nationale Bibliotheek van Tsjechië: mzk2003183271
- Nationale Bibliotheek van Israël: 987007344493705171
- Nederlandse Thesaurus van Auteursnamen: 073914568
- PIC: 316156
- Réseau des bibliothèques de Suisse occidentale: 02-A000117024
- RKD-Nederlands Instituut voor Kunstgeschiedenis: 234721
- SNAC: w6380d2c
- Système universitaire de documentation: 12868027X
- Union List of Artist Names: 500106447
- Virtual International Authority File: 5202256
- WorldCat: E39PBJrmbKyB6km4BhkFYhhPwC